# Jin Jong-oh
Pour les articles homonymes, voir Jin.
Jong-oh Jin (né le 24 septembre 1979 à Chuncheon, dans le Gangwon, en Corée du Sud) est un tireur sportif sud-coréen.

## Sa carrière
En 2004, aux Jeux olympiques d'Athènes, il remporte la médaille d'argent en 50 m pistolet libre.
En 2008, il décroche l'argent en pistolet 10m air comprimé et l'or en pistolet libre 50 m. 
En 2012, il remporte les épreuves de pistolet 10m air et 50m libre aux Jeux de Londres.
En 2016, il décroche l'or en pistolet libre 50 m pour la troisième fois.

## Jeux olympiques de Pékin
Il remporte la médaille d'or aux Jeux olympiques de Pékin en 2008 dans la catégorie 50 m pistolet libre avec un 660,4 points / 700 après la finale. Il gagne aussi la médaille d'argent en 10 m pistolet air comprimé avec 660,2 points / 700 après la finale.

## Jeux olympiques de Londres
Jong-oh Jin remporte deux médailles d'or aux Jeux olympiques de Londres : dans la catégorie 50 m pistolet libre avec un 662,0 points / 700 après la finale, et au 10 m pistolet air comprimé avec 688,2 points / 700 après la finale.